# Juliette Caton
Juliette Caton (* 1975) ist eine britische Schauspielerin.
Ihr Debüt im Theater hatte sie 1985 in der Erstbesetzung der englischen Version des Musicals Les Misérables. Weitere Bekanntheit erlangte sie ab 1996 mit ihrer Rolle der Bertrande de Rols im Musical Martin Guerre.
Catons Karriere beim Film begann 1988 mit ihrer Rolle als Schutzengel in Martin Scorseses Spielfilm Die letzte Versuchung Christi. 1989 spielte sie die Heidi im Abenteuerfilm Heidi auf der Flucht, in welchem Charlie Sheen den Peter und Jan Rubeš den Großvater verkörperten. 
Einem breiteren Publikum ist sie außerdem als Nebendarstellerin in verschiedenen Fernsehfilm- und Serienrollen sowie durch diverse Gastauftritte bekannt.
Seit 2005 ist sie bei der von ihr mitgegründeten School Of The Arts (SOTA) in Berkshire als Schauspiel-, Gesangs- und Tanzausbildnerin für Kinder und Jugendliche tätig.

## Filmografie (Auswahl)
- 1988: Die letzte Versuchung Christi (The Last Temptation of Christ)
- 1989: Heidi auf der Flucht (Courage Mountain)
- 1991: Michelangelo – Genie und Leidenschaft (A Season of Giants, Fernsehfilm)
- 1994: Tödliche Gedanken (Murder in Mind, Fernsehfilm)
- 1994: Cadfael – Ein Leichnam zu viel (Fernsehserie)
- 2000: Monsignor Renard (Miniserie, 4 Folgen)